# Embaixador dos Estados Unidos em Portugal
As relações diplomáticas entre os dois países datam dos primeiros anos após a independência dos Estados Unidos. A seguir à Guerra da Independência dos Estados Unidos, Portugal foi o primeiro país neutral a reconhecer os Estados Unidos. Em 21 de fevereiro de 1791 o presidente George Washington encetou as relações diplomáticas formais, nomeando o coronel David Humphreys como Ministro Residente em Portugal. Os enviados subsequentes usaram o título "Ministro Plenipotenciário".

## Embaixadores
Esta é uma lista dos embaixadores dos Estados Unidos em Portugal:
- David Humphreys
  - Título: Ministro Residente
  - Nomeação: Fevereiro 21, 1791
  - Apresentação de credenciais: Maio 13, 1791
  - Fim da missão: Carta de chamada, Julho 25, 1797
- John Quincy Adams[1]
  - Título: Ministro Plenipotenciário
  - Nomeação: Maio 30, 1796
  - Apresentação de credenciais: —
  - Fim da missão: —
- William L. Smith
  - Título: Ministro Plenipotenciário
  - Nomeação: Julho 10, 1797
  - Apresentação de credenciais: Setembro 8, 1797
  - Fim da missão: Carta de chamada, Setembro 9, 1801
- Nota: Não houve representação no período 1801–1807.
- Thomas Sumter, Jr.[2]
  - Título: Ministro Plenipotenciário
  - Nomeação: Março 7, 1809
  - Apresentação de credenciais: Junho 7, 1810
  - Fim da missão: Carta de chamada, Julho 24, 1819
- John Graham[2]
  - Título: Minister Plenipotentiary
  - Nomeação: Janeiro 6, 1819
  - Apresentação de credenciais: Junho 24, 1819
  - Fim da missão: Left Rio de Janeiro, Junho 13, 1820
- John James Appleton[2][3]
  - Título: Chargé d'Affaires
  - Nomeação: Not commissioned
  - Apresentação de credenciais: —
  - Fim da missão: His last dispatch was dated Julho 12, 1821.
- Henry Dearborn, Sr.
  - Título: Enviado Extraordinário e Ministro Plenipotenciário
  - Nomeação: Maio 7, 1822
  - Apresentação de credenciais: Desconhecida
  - Fim da missão: Audiência de despedida em Junho 30, 1824
- Nota: Entre 1824 e 1854 não houve representação dos E.U.A. em Lisboa. Uma série de chargés d’affaires agiu como chefe de missão.
- Thomas L.L. Brent
  - Título: Chargé d'Affaires
  - Nomeação: Março 9, 1825
  - Apresentação de credenciais: Junho 24, 1825
  - Fim da missão: Deixou o cargo em ou próximo de Novembro 28, 1834
- Edward Kavanagh
  - Título: Chargé d'Affaires
  - Nomeação: Março 3, 1835
  - Apresentação de credenciais: Julho 25, 1835
  - Fim da missão: Libertado do cargo em Abril 19, 1841
- Washington Barrow
  - Título: Chargé d'Affaires
  - Nomeação: Agosto 16, 1841
  - Apresentação de credenciais: Dezembro 28, 1841
  - Fim da missão: Carta de chamada, Fevereiro 24, 1844
- Abraham Rencher
  - Título: Chargé d'Affaires
  - Nomeação: Setembro 22, 1843
  - Apresentação de credenciais: Fevereiro 24, 1844
  - Fim da missão: Carta de chamada, Novembro 4, 1847
- George W. Hopkins
  - Título: Chargé d'Affaires
  - Nomeação: Março 3, 1847
  - Apresentação de credenciais: Novembro 4, 1847
  - Fim da missão: Carta de chamada, Outubro 18, 1849
- James Brown Clay
  - Título: Chargé d'Affaires
  - Nomeação: Agosto 1, 1849
  - Apresentação de credenciais: Outubro 18, 1849
  - Fim da missão: Deixou o cargo em Agosto 19, 1850
- Charles B. Haddock
  - Título: Chargé d'Affaires
  - Nomeação: Dezembro 10, 1850
  - Apresentação de credenciais: Junho 17, 1851
  - Fim da missão: Carta de chamada, Junho 16, 1854
- John L. O'Sullivan[4]
  - Título: Chargé d'Affaires
  - Nomeação: Fevereiro 16, 1854
  - Apresentação de credenciais: Junho 16, 1854
  - Fim da missão: Promovido a Ministro Residente em Junho 29, 1854
- John L. O'Sullivan
  - Título: Ministro Residente
  - Nomeação: Junho 29, 1854
  - Apresentação de credenciais: Outubro 19, 1854
  - Fim da missão: Carta de chamada, Julho 15, 1858
- George W. Morgan
  - Título: Ministro Residente
  - Nomeação: Maio 11, 1858
  - Apresentação de credenciais: Julho 15, 1858
  - Fim da missão: Carta de chamada, Julho 19, 1861
- James E. Harvey
  - Título: Ministro Residente
  - Nomeação: Março 28, 1861
  - Apresentação de credenciais: Julho 19, 1861
  - Fim da missão: Carta de chamada, Julho 15, 1869
- Samuel Shellabarger
  - Título: Minister Resident
  - Nomeação: Abril 21, 1869
  - Apresentação de credenciais: Julho 15, 1869
  - Fim da missão: Relinquished charge, Janeiro 1, 1870
- William Cumback[5]
  - Título: Ministro Residente
  - Nomeação: Janeiro 28, 1870
  - Apresentação de credenciais: —
  - Fim da missão: —
- Charles H. Lewis
  - Título: Ministro Residente
  - Nomeação: Março 15, 1870
  - Apresentação de credenciais: Junho 15, 1870
  - Fim da missão: Carta de chamada, Abril 8, 1875
- Benjamin Moran
  - Título: Ministro Residente
  - Nomeação: Dezembro 15, 1874
  - Apresentação de credenciais: Abril 8, 1875
  - Fim da missão: Carta de chamada, Novembro 9, 1876
- Benjamin Moran
  - Título: Chargé d'Affaires
  - Nomeação: Agosto 15, 1876
  - Apresentação de credenciais: Novembro 15, 1876
  - Fim da missão: Chamada apresentada pelo sucessor, Setembro 27, 1882
- John M. Francis
  - Título: Chargé d'Affaires
  - Nomeação: Abril 28, 1882
  - Apresentação de credenciais: —
  - Fim da missão: —
- John M. Francis
  - Título: Ministro Residente/Cônsul Geral
  - Nomeação: Julho 7, 1882
  - Apresentação de credenciais: Outubro 5, 1882
  - Fim da missão: Deixou o cargo em Agosto 25, 1884
- Lewis Richmond
  - Título: Ministro Residente/Cônsul Geral
  - Nomeação: Julho 4, 1884
  - Apresentação de credenciais: Outubro 23, 1884
  - Fim da missão: Carta de chamada, Maio 7, 1885
- Edward Parke Custis Lewis
  - Título: Ministro Residente/Cônsul Geral
  - Nomeação: Abril 2, 1885
  - Apresentação de credenciais: Junho 18, 1885
  - Fim da missão: Carta de chamada, Junho 14, 1889
- George B. Loring
  - Título: Ministro Residente/Cônsul Geral
  - Nomeação: Março 30, 1889
  - Apresentação de credenciais: Agosto 29, 1889
  - Fim da missão: Deixou o cargo em Maio 31, 1890
- George S. Batcheller
  - Título: Ministro Residente/Cônsul Geral
  - Nomeação: Outubro 1, 1890
  - Apresentação de credenciais: Dezembro 30, 1890
  - Fim da missão: Deixou o cargo em Agosto 17, 1892
- Gilbert A. Pierce
  - Título: Ministro Residente/Cônsul Geral
  - Nomeação: Janeiro 6, 1893
  - Apresentação de credenciais: Março 20, 1893
  - Fim da missão: Carta de chamada, Maio 24, 1893
- Nota: Em 1893 o posto de representante dos E.U.A. em Lisboa foi elevado a Enviado Extraordinário e Ministro Plenipotenciário.
- George William Caruth
  - Título: Enviado Extraordinário e Ministro Plenipotenciário
  - Nomeação: Abril 25, 1893
  - Apresentação de credenciais: Junho 30, 1893
  - Fim da missão: Carta de chamada, Julho 24, 1897
- Lawrence Townsend
  - Título: Enviado Extraordinário e Ministro Plenipotenciário
  - Nomeação: Junho 9, 1897
  - Apresentação de credenciais: Agosto 18, 1897
  - Fim da missão: Carta de chamada, Maio 29, 1899
- John N. Irwin
  - Título: Enviado Extraordinário e Ministro Plenipotenciário
  - Nomeação: Abril 12, 1899
  - Apresentação de credenciais: Dezembro 26, 1899
  - Fim da missão: Deixou o cargo em Maio 15, 1900
- Francis B. Loomis
  - Título: Enviado Extraordinário e Ministro Plenipotenciário
  - Nomeação: Junho 17, 1901
  - Apresentação de credenciais: Agosto 14, 1901
  - Fim da missão: Deixou o cargo em Setembro 16, 1902
- Charles Page Bryan
  - Título: Enviado Extraordinário e Ministro Plenipotenciário
  - Nomeação: Janeiro 7, 1903
  - Apresentação de credenciais: Abril 25, 1903
  - Fim da missão: Deixou o cargo em Janeiro 16, 1910
- Henry T. Gage
  - Título: Enviado Extraordinário e Ministro Plenipotenciário
  - Nomeação: Dezembro 21, 1909
  - Apresentação de credenciais: Junho 11, 1910
  - Fim da missão: Deixou o cargo em Novembro 19, 1910[6]
- Henry S. Boutell[7]
  - Título: Enviado Extraordinário e Ministro Plenipotenciário
  - Nomeação: Março 2, 1911
  - Apresentação de credenciais: —
  - Fim da missão: —
- Edwin V. Morgan
  - Título: Enviado Extraordinário e Ministro Plenipotenciário
  - Nomeação: Maio 24, 1911
  - Apresentação de credenciais: Agosto 3, 1911
  - Fim da missão: Deixou o cargo em Fevereiro 11, 1912
- Cyrus E. Woods
  - Título: Enviado Extraordinário e Ministro Plenipotenciário
  - Nomeação: Janeiro 25, 1912
  - Apresentação de credenciais: Março 20, 1912
  - Fim da missão: Carta de chamada, Agosto 19, 1913
- Meredith Nicholson[8]
  - Título: Enviado Extraordinário e Ministro Plenipotenciário
  - Nomeação: Not commissioned
  - Apresentação de credenciais: —
  - Fim da missão: —
- Thomas H. Birch – Nomeação política
  - Título: Enviado Extraordinário e Ministro Plenipotenciário
  - Nomeação: Setembro 10, 1913
  - Apresentação de credenciais: Dezembro 15, 1913
  - Fim da missão: Deixou o cargo em Março 15, 1922
- Fred Morris Dearing – FSO de carreira
  - Título: Enviado Extraordinário e Ministro Plenipotenciário
  - Nomeação: Fevereiro 10, 1922
  - Apresentação de credenciais: Junho 6, 1922
  - Fim da missão: Relinquished charge, Fevereiro 28, 1930
- John Glover South – Nomeação política
  - Título: Enviado Extraordinário e Ministro Plenipotenciário
  - Nomeação: Dezembro 16, 1929
  - Apresentação de credenciais: Março 26, 1930
  - Fim da missão: Deixou o cargo em Julho 28, 1933
- Robert Granville Caldwell – Nomeação política
  - Título: Enviado Extraordinário e Ministro Plenipotenciário
  - Nomeação: Junho 13, 1933
  - Apresentação de credenciais: Agosto 21, 1933
  - Fim da missão: Deixou o cargo em Maio 28, 1937
- Herbert Claiborne Pell – Nomeação política
  - Título: Enviado Extraordinário e Ministro Plenipotenciário
  - Nomeação: Maio 27, 1937
  - Apresentação de credenciais: Julho 31, 1937
  - Fim da missão: Deixou o cargo em Fevereiro 3, 1941
- Bert Fish – Nomeação política
  - Título: Enviado Extraordinário e Ministro Plenipotenciário
  - Nomeação: Fevereiro 11, 1941
  - Apresentação de credenciais: Março 26, 1941
  - Fim da missão: Faleceu no cargo em Julho 21, 1943
- Raymond Henry Norweb – FSO de carreira
  - Título: Enviado Extraordinário e Ministro Plenipotenciário[9]
  - Nomeação: Novembro 15, 1943
  - Apresentação de credenciais: Dezembro 3, 1943
  - Fim da missão: Promoted to Embaixador Extraordinário e Plenipotenciário Maio 4, 1944
- Nota: Em maio de 1944 o posto de enviado a Portugal passou a designar-se Embaixador Extraordinário e Plenipotenciário.
- R. Henry Norweb – FSO de carreira
  - Título: Embaixador Extraordinário e Plenipotenciário
  - Nomeação: Maio 4, 1944
  - Apresentação de credenciais: Junho 20, 1944[10]
  - Fim da missão: Deixou o cargo em Fevereiro 15, 1945
- Herman B. Baruch – Nomeação política
  - Título: Embaixador Extraordinário e Plenipotenciário
  - Nomeação: Fevereiro 9, 1945
  - Apresentação de credenciais: Abril 12, 1945[11]
  - Fim da missão: Deixou o cargo em Março 9, 1947
- John C. Wiley – FSO de carreira
  - Título: Embaixador Extraordinário e Plenipotenciário
  - Nomeação: Abril 10, 1947
  - Apresentação de credenciais: Junho 18, 1947
  - Fim da missão: Deixou o cargo em Março 15, 1948
- Lincoln MacVeagh – Nomeação política
  - Título: Embaixador Extraordinário e Plenipotenciário
  - Nomeação: Abril 8, 1948
  - Apresentação de credenciais: Junho 9, 1948
  - Fim da missão: Deixou o cargo em Fevereiro 26, 1952
- Cavendish W. Cannon – FSO de carreira
  - Título: Embaixador Extraordinário e Plenipotenciário
  - Nomeação: Março 13, 1952
  - Apresentação de credenciais: Junho 2, 1952
  - Fim da missão: Deixou o cargo em Agosto 1, 1953
- M. Robert Guggenheim – Nomeação política
  - Título: Embaixador Extraordinário e Plenipotenciário
  - Nomeação: Junho 24, 1953
  - Apresentação de credenciais: Agosto 12, 1953
  - Fim da missão: Deixou o cargo em Setembro 19, 1954
- James C. H. Bonbright – FSO de carreira
  - Título: Embaixador Extraordinário e Plenipotenciário
  - Nomeação: Janeiro 24, 1955
  - Apresentação de credenciais: Fevereiro 18, 1955
  - Fim da missão: Deixou o cargo em Novembro 27, 1958
- C. Burke Elbrick  – FSO de carreira
  - Título: Embaixador Extraordinário e Plenipotenciário
  - Nomeação: Outubro 29, 1958
  - Apresentação de credenciais: Janeiro 13, 1959
  - Fim da missão: Deixou o cargo em Agosto 31, 1963
- George W. Anderson, Jr. – Nomeação política
  - Título: Embaixador Extraordinário e Plenipotenciário
  - Nomeação: Agosto 1, 1963
  - Apresentação de credenciais: Outubro 22, 1963
  - Fim da missão: Deixou o cargo em Junho 1, 1966
- W. Tapley Bennett, Jr. – FSO de carreira
  - Título: Embaixador Extraordinário e Plenipotenciário
  - Nomeação: Maio 10, 1966
  - Apresentação de credenciais: Julho 20, 1966
  - Fim da missão: Deixou o cargo em Julho 21, 1969
- Ridgway B. Knight – FSO de carreira
  - Título: Embaixador Extraordinário e Plenipotenciário
  - Nomeação: Julho 8, 1969
  - Apresentação de credenciais: Julho 30, 1969
  - Fim da missão: Deixou o cargo em Fevereiro 24, 1973
- Stuart Nash Scott – Nomeação política
  - Título: Embaixador Extraordinário e Plenipotenciário
  - Nomeação: Dezembro 19, 1973
  - Apresentação de credenciais: Janeiro 23, 1974
  - Fim da missão: Deixou o cargo em Janeiro 12, 1975
- Frank C. Carlucci – FSO de carreira
  - Título: Embaixador Extraordinário e Plenipotenciário
  - Nomeação: Dezembro 9, 1974
  - Apresentação de credenciais: Janeiro 24, 1975
  - Fim da missão: Deixou o cargo em Fevereiro 5, 1978
- Richard J. Bloomfield – FSO de carreira
  - Título: Embaixador Extraordinário e Plenipotenciário
  - Nomeação: Fevereiro 3, 1978
  - Apresentação de credenciais: Março 10, 1978
  - Fim da missão: Deixou o cargo em Junho 10, 1982
- Henry Allen Holmes – FSO de carreira
  - Título: Embaixador Extraordinário e Plenipotenciário
  - Nomeação: Setembro 23, 1982
  - Apresentação de credenciais: Outubro 15, 1982
  - Fim da missão: Deixou o cargo em Junho 26, 1985
- Frank Shakespeare – Nomeação política
  - Título: Embaixador Extraordinário e Plenipotenciário
  - Nomeação: Agosto 2, 1985
  - Apresentação de credenciais: Outubro 16, 1985
  - Fim da missão: Deixou o cargo em Outubro 4, 1986
- Richard N. Viets – FSO de carreira
  - Título: Embaixador Extraordinário e Plenipotenciário
  - Nomeação: Not commissioned
  - Apresentação de credenciais: —
  - Fim da missão: —
- Nota: Entre dezembro de 1986 e janeiro de 1988,houve duas pessoas Chargé d'Affaires ad interim na embaixada em Lisboa:
  - Alan Flanigan (Dezembro 1986–Agosto 1987)
  - Wesley W. Egan (Agosto 1987–Janeiro 1988)
- Edward Morgan Rowell – FSO de carreira
  - Título: Embaixador Extraordinário e Plenipotenciário
  - Nomeação: Janeiro 19, 1988
  - Apresentação de credenciais: Janeiro 29, 1988
  - Fim da missão: Deixou o cargo em Março 30, 1990
- Everett Ellis Briggs – FSO de carreira
  - Título: Embaixador Extraordinário e Plenipotenciário
  - Nomeação: Abril 1, 1990
  - Apresentação de credenciais: Maio 25, 1990
  - Fim da missão: Deixou o cargo em Setembro 3, 1993
- Nota: Sharon P. Wilkinson serviu como Chargé d'Affaires ad interim, Setembro 1993–Setembro 1994.
- Elizabeth Frawley Bagley – Nomeação política
  - Título: Embaixador Extraordinário e Plenipotenciário
  - Nomeação: Julho 5, 1994
  - Apresentação de credenciais: Setembro 21, 1994
  - Fim da missão: Deixou o cargo em Outubro 3, 1997
- Gerald S. McGowan – Nomeação política
  - Título: Embaixador Extraordinário e Plenipotenciário
  - Nomeação: Novembro 10, 1997
  - Apresentação de credenciais: Março 10, 1998
  - Fim da missão: Deixou o cargo em Julho 3, 2001
- John N. Palmer – Nomeação política
  - Título: Embaixador Extraordinário e Plenipotenciário
  - Nomeação: Novembro 5, 2001
  - Apresentação de credenciais: Novembro 28, 2001
  - Fim da missão: Deixou o cargo em Setembro 25, 2004
- Alfred Hoffman, Jr. – Nomeação política
  - Título: Embaixador Extraordinário e Plenipotenciário
  - Nomeação: Outubro 12, 2005
  - Apresentação de credenciais: Novembro 30, 2005
  - Fim da missão: Left post, Setembro 15, 2007
- Thomas F. Stephenson – Nomeação política
  - Título: Embaixador Extraordinário e Plenipotenciário
  - Nomeação: Outubro 29, 2007
  - Apresentação de credenciais: Fevereiro 8, 2008
  - Fim da missão: Junho 2009
- Allan J. Katz – Nomeação política
  - Título: Embaixador Extraordinário e Plenipotenciário
  - Nomeação: Março 26, 2010
  - Apresentação de credenciais: Abril 28, 2010
  - Fim da missão: Julho 2013
- Robert A. Sherman – Nomeação política
  - Título: Embaixador Extraordinário e Plenipotenciário
  - Nomeação: Março 5, 2014
  - Apresentação de credenciais: Abril 5, 2014
  - Fim da missão: Janeiro 20, 2017
- Herro Mustafa – FSO de carreira
  - Título: chargée d'affaires
  - Nomeação: ––
  - Apresentação de credenciais: – (no cargo a partir de Janeiro 20, 2017[12])
  - Fim da missão: Agosto 25, 2017[13]
- George Edward Glass – Nomeação política
  - Título: Embaixador Extraordinário e Plenipotenciário
  - Nomeação: 26 de junho de 2017
  - Apresentação de credenciais: 25 de agosto de 2017
  - Fim da missão: --

## References
- United States Department of State: Background notes on Portugal